# Poporodna depresija
Poporodna depresija lahko z drugimi izrazi rečemo tudi: nevrotična depresivna motnja, puerperalna nevroza, poporodna ne psihotična depresija ali atipična depresija . Je najpogostejša poporodna duševna motnja in za njo oboleva 10–20% žensk po porodu. Dolgoročne posledice za obolelo mater, razvoj otroka in partnerski odnos ima nezdravljena poporodna depresija .
Velika prelomnica v življenju ženske je rojstvo otroka. Pomeni izziv in zahteva veliko prilagajanja, vendar ne zgolj na fizični ravni, temveč tudi na psihični in duhovni ravni.
Prave definicije za poporodno depresijo nimamo oziroma ne obstaja, ker so simptomi le te podobni simptomom splošne depresije.
Začetek in trajanje poporodne depresije nista jasno definirana. V raznih študijah so odkrili, da je najpogosteje začetek poporodne depresiji med 6. in 12. tednom po porodu, nekateri raziskovalci pa so mnenja, da lahko le ta izbruhne v prvih šestih mescih po porodu. Spet drugi so mnenja da lahko izbruhne v prvem letu po rojstvu otroka ali pa celo že v času nosečnosti .
Ločimo lahko med zgodnjo in pozno poporodno depresijo, glede na njen čas izbruha. In pa na blažjo in resnejšo obliko poporodne depresije, razmerje je 19% : 13%. Tako kot je nejasna pogostost poporodne depresije, je nejasna tudi njena možnost ponovitve v naslednji nosečnosti .
Poznamo pa še poporodno otožnost, ki se kaže z mešanimi kombinacijami drugačnih občutkov in je prisotna pri 8 od 10 žensk . Največkrat je vzrok nenadna hormonska sprememba po porodu, lahko pa tudi misel na naporno materinsko obdobje, ki prihaja . Ta se pojavi tretji do peti dan po porodu, in lahko izzveni že po nekaj urah ali dnevih. Če ta traja dlje časa, lahko dobi značilnosti poporodne depresije .

### Dejavniki tveganja ki sprožijo poporodno depresijo:
• zakonski stan,
• zadovoljstvo v partnerski zvezi,
• socialna podpora,
• socialno-ekonomski status,
• samospoštovanje,
• antenatalna depresija,
• antenatalna anksioznost,
• pretekla depresivna epizoda,
• pretekla izkušnja poporodne otožnosti,
• nenačrtovana oziroma ne želena nosečnost,
• negativni življenjski dogodki,
• stres v zvezi z nego otroka in otrokov značaj .
Diagnostic and Statistical Manual of Mental Disorders opredeljuje kriterije za postavitev diagnoze depresije kot depresivno razpoloženje ter najmanj štirje od naštetih dodatnih simptomov, ki trajajo najmanj dva tedna. K dodatnimi simptomi spadajo nespečnost, zmanjšanje interesa, utrujenost, zmanjšanje zmožnosti koncentracije, povečan ali zmanjšan tek, občutek krivde, psiho motorna zavrtost in razmišljanje o samomoru .

#### Simptomi poporodne depresije:
Simptomi poporodne depresije, se ne razlikujejo od simptomov splošne depresije. Le redke študije pa opisujejo simptome, ki so značilni le za poporodno depresijo. Te so socialna disfunkcija, težave v partnerskem odnosu, halucinacije in blodnje se pojavljajo le redko. Čeprav matere večkrat zavračajo svoje otroke in izražajo sovražnost in jezo se samomori in detomori pojavljajo redko. Žensko v večini primerov otrok motivira .
Simptomi poporodne depresije so:
• izguba teka,
• izguba telesne teže,
• motnje spanja,
• motnje psihomotoričnih aktivnosti,
• pomankanje energije,
• občutek krivde,
• oteženo razmišljanje,
• slaba koncentracija,
• samomorilne misli,
• poskusi samomora (redko),
• potrtost v jutranjem času bolj pogosta,
• izguba volje,
• razdražljivost,
• emocionalna labilnost,
• dvom v materinske sposobnosti ali pretirana skrb za otroka,
• jokavost,
• zanemarjenje sebe .
Somatski simptomi pa vključujejo:
• hiperventilacijo,
• bolečine v prsih,
• palpitacije,
• glavobole,
• slabosti,
• vrtoglavice,
• napade tesnobe .
Zelo pogosto se dogaja, da ženske poskušajo svoje težave prekriti oziroma navajajo le somatske simptome, in to oteži odkrivanje le te. Velikokrat navajajo tudi utrujenost, kar je v večini primerov posledica navajanja na materinstvo, vendar huda utrujenost lahko napreduje tudi v poporodno depresijo .
Pri poporodni depresiji imamo presejalne teste, ki se jih zelo redko uporablja. Presejalne teste lahko delimo na tiste za:
• antenatalno presajanje (po navadi se izvajajo v zadnjem tromesečju in na podlagi dejavnikov tveganja identificirajo posameznice s tveganjem za PPD);
• postnatalno presajanje  (odkrivajo ženske s simptomi PPD);
• antenatalno in postnatalno presajanje .

## Zdravljenje poporodne depresije:
Predpogoj za uspešno zdravljenje je pravilna diagnoza, ki lahko trajanje poporodne depresije bistveno skrajša .
Pomembno je, da bližnje osebe pomagajo materi, da skupaj skrbijo za otroka ter, da mama dobro skrbi tudi zase. Dokazano je, da se prej počutijo bolje, če poiščejo pomoč, podporo ali zdravljenje. Nekatere ženske pa lahko okrevajo same od sebe. Ženskam s poporodno depresijo je pomagal pogovor s svetovalci, ki so se vživeli v njeno situacijo in jo niso obsojali. Prav tako jim je pomagal pogovor z ženskami, ki so doživele poporodno depresijo. Ženska lahko pomoč poišče v skupini za samopomoč, pokliče na telefon za ob porodne stiske ali za pomoč v duševni stiski. Pomoč lahko poišče pri kliničnem psihologu v različnih ambulantah, porodnišnicah ali bolnišnicah, pri osebnem zdravniku .
Ne farmakološko zdravljenje je priporočeno pri blagi in zmerni obliki poporodne depresije. Psihoterapijo lahko izvajajo zdravstveni delavci, ki znajo svetovati in so ustrezno izobraženi (primarno zdravstveno varstvo). Psihoterapevtske metode se osredotočajo na probleme, skrite za simptomi poporodne depresije. Med psihoterapevtske metode spadajo več vrst terapij in sicer:
- interpersonalna terapija (vpliva na odnose in pričakovanja ženske),
- kognitivno–behavioralna terapija (sprememba negativne domneve, ki jih ima ženska),
- svetovanje ali counseling (ženska poskuša sama opredeliti možne rešitve svojega problema),
- pogovor o izkušnji poroda ali debriefing (ženska preko pogovora vključi svojo izkušnjo poroda v življenje),
-  telefonski pogovor,
- podporne skupine .
Kadar je ženska v hudi fazi poporodne depresije in se ne odziva na ne farmakološko zdravljenje je priporočljivo farmakološko zdravljenje. Farmakološko zdravljenje vključuje uporabo antidepresivov in hormonske terapije. Tveganja, koristi in neželeni učinki (za mater in dojenčka) morajo biti previdno pregledani .
Kot dopolnilno zdravljenje za lajšanje posameznih simptomov so uporabne komplementarne metode. To so: hipnoza, akupunktura, masaža, prehranski dodatki, šentjanževka, fizična aktivnost, kengurujčkanje, obsevanje z difuzno svetlobo .
Elektro konvulzivna terapija je metoda kratkih elektrošokov in se jo uporablja pri zdravljenju resnih oblik poporodne depresije in ko se ne odzivajo na ne farmakološke in farmakološke oblike zdravljenja .

## Kako poporodna depresija vpliva na otroka, mati in očeta?
Poporodna depresija izbruhne ravno takrat, ko se vzpostavlja prvi odnosi med otrokom in mati. Vpliva na percepcijo lastne zmožnosti biti mati ter lahko posredno vpliva tudi na otrokov razvoj, saj po rojstvu otrok potrebuje veliko ljubezni in njegove potrebe niso zadovoljene s strani mati, prav tako pa je okrnjena tudi njuna medsebojna komunikacija. Ženske, ki imajo poporodno depresijo so manj dovzetne za otroka in njegove potrebe. Najbolj pa na vez mati-otrok vpliva čas, kdaj poporodna depresija izbruhne in kvaliteta njunega odnosa pred izbruhom. Te otroci so bolj pasivni ali razdražljivi, imajo nižji mišični tonus in več jokajo kot njihovi vrstniki. Njihova obrazna mimika je slabše razvita in imajo pogosto težave s hranjenjem in spanjem. Ker si želijo vzpostaviti vez z materjo, se lahko zgodi, da posnamejo njeno vedenje, in to se izraža kot mikrodepresija. Ko te otroci odrastejo imajo lahko težave z izražanjem čustev in motenj v kognitivnem razvoju, saj materina poporodna depresija vpliva na njegov psihološki razvoj in posledično tudi na njegovo vedenje. Lahko se izraža tudi tako, da imajo te otroci probleme pri navezovanju socialnih stikov, so nesamostojni ter imajo težave pri socializaciji. Otroci mater s poporodno depresijo so tudi sami bolj nagnjeni k depresijam, poporodnim depresijam in ostalim duševnim motnjam. V primerih, ko se po porodu razvije depresija trpi tudi njen odnos s partnerjem. Zato lahko tudi moški po porodu postane depresiven, saj se njegova vloga spremeni in zahteva od njega več odgovornosti. Če to preprečimo pri moških ima pozitivne učinke tudi na njegovo partnerko in otroka. Dejavniki tveganja za nastanek depresije pri moških so:
• predhodna depresija,
•depresija prisotna pri partnerki in s tem pomankanje podpore,
• starejši, tisti, ki so postali očetje prvič,
• slabša socialna mreža podpore,
• nižja izobrazba,
• več negativnih življenjskih izkušenj,
• ne zadovoljujoč odnos s partnerko .